# 840
Évszázadok: 8. század – 9. század – 10. század
Évtizedek: 790-es évek – 800-as évek – 810-es évek – 820-as évek – 830-as évek – 840-es évek – 850-es évek – 860-as évek – 870-es évek – 880-as évek – 890-es évek
Évek: 835 – 836 – 837 – 838 –  839 – 840 – 841 – 842 – 843 – 844 – 845

## Események

### Európa
- Lothár itáliai király szerződést köt Velencével (Pactum Lotharii), melyben rögzítik a határokat és a kereskedelem feltételeit.
- A 61 éves Jámbor Lajos frank császár megbetegszik és a Rajna egyik szigetén lévő vadászkastélyában hamarosan meghal. A császári koronát legidősebb fia, Lothár örökli, aki -felrúgva a korábbi örökösödési megállapodásokat - magát nyilvánítja az egész birodalom urává. Fiatalabb fivérei, Német Lajos és Kopasz Károly nem fogadják el a döntést és szövetkeznek bátyjuk ellen.
- A szicíliai muszlimok kihasználják a Beneventói Hercegség belháborúját és elfoglalják Tarantót.
- Merciában Beorhtwulf király fia, Beorhtfrith feleségül akarja venni az előző király, a 839-ben meghalt Wiglaf menyét, Ælfflædet (akinek férje, Wigmund korábban meghalt). Ælfflæd fia, Wigstan (a trónörökös, aki azonban inkább az egyházi életet választotta) ezt megakadályozza, mondván hogy túl közeli rokonok. Beorhtfrith ezért meggyilkolja Wigstant, akit később mártírként szentté avatnak.
- Először jegyzik fel, hogy a vikingek áttelelnek a Brit-szigeteken (az észak-írországi Lough Neagh tónál).

### Ázsia
- A 30 éves Ven-cung kínai császár megbetegszik és meghal. Utóda féltestvére, Li Csan, aki a Vu-cung uralkodói nevet veszi fel.
- Az Ujgur Kaganátusban a kemény tél elpusztítja a nomád lakosság jószágállományának nagy részét és éhínség pusztít. Kulug Baga miniszter behívja a jenyiszeji kirgizeket az előző évben a trónt elbitorló Kürebir kagán ellen. Az állítólag 80 ezer lovassal bevonuló kirgizek elpusztítják a fővárost, Ordo-Balikot, elfogják és lefejezik Küregirt. Az Ujgur Kaganátus megszűnik létezni, a nép Öge és Ormizt vezetésével a Tang-dinasztia területére menekül, ahol befogadást és manicheista vallásuk elismerését követelik.
- Japánban elkészül a Nihon kóki, a Hat nemzeti krónika harmadik része.

## Születések
- január 9. – III. Mikhaél, bizánci császár
- Eudokia Ingerina, I. Baszileosz bizánci császárt felesége
- Hucbaldus, frank szerzetes, zenetudós
- Jakúb ibn al-Lajt al-Szaffár, a Szaffárida dinasztia alapítója
- Notker Balbulus, frank szerzetes, költő
- Richardis, Kövér Károly császár felesége
- II. Theodórosz, római pápa

## Halálozások
- február 10. - Tang Ven-cung, kínai császár
- március 14. – Einhard, frank történetíró
- június 11. - Dzsunna, japán császár
- június 20. – Jámbor Lajos, frank császár[1]
- Agobard, lyoni érsek
- Wigstan, angolszász szent

## Fordítás
- Ez a szócikk részben vagy egészben  a(z)   840 című angol Wikipédia-szócikk ezen változatának fordításán alapul.  Az eredeti cikk szerkesztőit annak laptörténete sorolja fel. Ez a jelzés csupán a megfogalmazás eredetét és a szerzői jogokat jelzi, nem szolgál a cikkben szereplő információk forrásmegjelöléseként.